# Jacques Stockman
Jacques Stockman (Ronse, 1938. október 8. – 2013. május 4.) válogatott belga labdarúgó, csatár, edző. Belga gólkirály az 1961–62-es idényben.

## Pályafutása

### Klubcsapatban
Az RFC Renaisien csapatában kezdte a labdarúgást. 1957 és 1966 között az Anderlecht labdarúgója volt, ahol öt bajnok címet és egy belga kupa győzelmet szerzett a csapattal ebben az időszakban. Az 1961–62-es idényben 29 góllal a gólkirályi címet is megszerezte. 1966–67-es idényben az RFC Liège játékosa volt és bajnoki bronzérmes lett az együttessel. 1967 és 1972 között a Zultse VV csapatában szerepelt. Az 1972–73-as idényben a belga kupát elnyerő Anderlechtben fejezte be az aktív labdarúgást.

### A válogatottban
1958 és 1967 között 32 alkalommal szerepelt a belga válogatottban és 13 gólt szerzett.

### Edzőként
1973 és 1975 illetve 1985 és 1985 között az RE Mouscron vezetőedzője volt.

## Sikerei, díjai

### Játékosként
Anderlecht
- Belga bajnokság
  - bajnok: 1958–59, 1961–62, 1963–64, 1964–65, 1965–66
  - 2.: 1959–60
  - 3.: 1960–61, 1962–63
  - gólkirály: 1961–62 (29 gól)
- Belga kupa
  - győztes: 1965, 1973
  - döntős: 1966

 RFC Liège
- Belga bajnokság
  - 3.: 1966–67